# Tiberio Condello
Giuseppe Tiberio Condello, noto come Tiberius Florentino (Jatrinoli oggi Taurianova, 14 gennaio 1904 – Cassino, 27 luglio 1962), è stato un attore, scrittore e poeta italiano.

## Biografia
Emigrato a 17 anni negli Stati Uniti d'America poté esprimere la sua tendenza artistica come protagonista di alcuni film e, nello stesso tempo, lavorare nei teatri di prosa. Determinante a tale scopo risultò l'incontro con altri emigrati famosi come Rodolfo Valentino e Beniamino Gigli.
Al teatro di Boston interpretò in lingua italiana il ruolo di Amleto nell'omonimo dramma di William Shakespeare. 
Nel 1929 si diplomò alla Columbia University di New York, dove fondò una filodrammatica.
Intanto il regista cinematografico Robert Vignola, avendo bisogno di un giovane per un suo film, chiamò Condello a Hollywood e gli attribuì il nome d'arte Tiberius Florentino. Con Vignola in un anno interpretò cinque film.
Abbandonato il cinema, per le sue doti di poliglotta fu chiamato ad insegnare lingue prima a New York e poi a Boston. Qui, assieme ad illustri personalità, fondò due organizzazioni letterarie. Conseguito il titolo di Master of Arts fu nominato professore ordinario di lingue antiche all'Università Harvard, prima di occupare una cattedra all'Università di Cambridge fino al 1945.
Dopo la guerra si trasferì con la moglie a Hollywood e nel 1962 decise di tornare in Italia per tradurre e riordinare alcune sue opere. Nello stesso anno perì in un incidente stradale mentre si recava a Roma.
Sua è una silloge dedicata al paese natio, Taurianova
qualor ti penso e di te parlo o scrivo;

il tuo ricordo il cuor domina e un rivo

scorre e lo avvolge in me fiume d'amore.
Come felice in te volaron l'ore

fra gli aranceti e il mormorante rivo,

la vigna, il castagneto, il pingue ulivo,

e la fragranza dei giardini in fiore!"»
(Da: Tiberius Florentino, "Faville e rugiade", Ausonia Printing Company Boston, 1938.)

## Opere letterarie
- Shadow-hand, tragedia in tre atti, Boston 26 marzo 1936.
- Faville e rugiade, poesie pubblicate a Boston nel 1938, presso l'editore Ausonia Printing Company.
- One year of love, poesie in lingua inglese pubblicate a Boston nel 1940, presso l'editore B. Humphries.